# Talking Dreams
Talking Dreams es el álbum de estudio debut de la banda estadounidense Echosmith. El álbum fue lanzado en 1 de octubre de 2014 por Warner Bros. Records Todas las canciones fueron coescritas por los cuatro hermanos Sierota y su padre, Jeffery David.

## Recepción
Matt Collar de AllMusic dio una crítica positiva diciendo «El álbum debut 2013 de Echosmith, Talking Dreams, presenta a un grupo con una toma juvenil descaradamente en el dance-rock, a pesar dsu estilo que rinde tributo de celebración a música pop de los 80's. Una banda compuesta por los cuatro hermanos Sierota, Echosmith, nacida en California, incluye a la cantante principal Sydney, al guitarrista y vocalista Jamie, al bajista y vocalista Noah, y al baterista Graham. Trabajando con el productor Mike Elizondo y el compositor Jeffery David, el esfuerzo de primer año de la banda es impresionante, lleno con canciones listas para la radio que combinan guitarras acampanadas de U2, armonías de Fleetwood Mac, y una producción new wave al estilo The Killers. En ese sentido, Echosmith, también hace comparaciones favorables a actos similares como Paramore, Kitten, y la banda británica Two Door Cinema Club. Cortes como en el titulo hermoso de la pista , el brillante «Let's Love», y el burbujeante «Come Together» son infecciosas.»

## Lista de canciones
| N.º   | Título                  | Escritor(es)                               | Duración |  |
| 1.    | «Come Together»         | Echosmith Jeffery David                    | 4:40     |  |
| 2.    | «Let's Love»            | Echosmith David                            | 3:03     |  |
| 3.    | «Cool Kids»             | Echosmith David Jesiah Dzwonek             | 3:57     |  |
| 4.    | «March into the Sun»    | Echosmith David Tom Leonard                | 3:22     |  |
| 5.    | «Come with Me»          | Echosmith David                            | 4:12     |  |
| 6.    | «Bright»                | Echosmith David Maureen "Mozella" McDonald | 3:42     |  |
| 7.    | «Talking Dreams»        | Echosmith David Leonard                    | 3:09     |  |
| 8.    | «Tell Her You Love Her» | Echosmith David                            | 4:07     |  |
| 9.    | «Ran Off in the Night»  | Echosmith David                            | 4:24     |  |
| 10.   | «Nothing's Wrong»       | Echosmith David                            | 3:34     |  |
| 11.   | «Safest Place»          | Echosmith David Leonard                    | 4:16     |  |
| 12.   | «Surround You»          | Echosmith David                            | 3:30     |  |
| 45:56 |                         |                                            |          |  |

| Edición de Lujo con Canciones de Regalo |                   |                 |          |  |
| N.º                                     | Título            | Escritor(es)    | Duración |  |
| 13.                                     | «Up to You»       | Echosmith David | 3:48     |  |
| 14.                                     | «We're Not Alone» | Echosmith David | 4:07     |  |
| 53:51                                   |                   |                 |          |  |

## Listas
| Lista (2013–15)                         | Mejor posición |
| --------------------------------------- | -------------- |
| Australia (ARIA)                        | 45             |
| Austria (Ö3 Austria)                    | 39             |
| Bélgica (Ultratop flamenca)             | 85             |
| Bélgica (Ultratop valona)               | 102            |
| Dinamarca (Hitlisten)                   | 23             |
| Países Bajos (Album Top 100)            | 46             |
| Alemania (Offizielle Top 100)           | 47             |
| Suecia (Sverigetopplistan)              | 56             |
| Suiza (Schweizer Hitparade)             | 35             |
| Estados Unidos (Billboard 200)          | 38             |
| Estados Unidos (Top Heatseekers Albums) | 1              |
| Estados Unidos (Top Rock Albums)        | 48             |